# Antonio Mancini (pittore 1939)
Antonio Mancini (Manoppello, 11 febbraio 1939) è un pittore e scultore italiano.

## Biografia

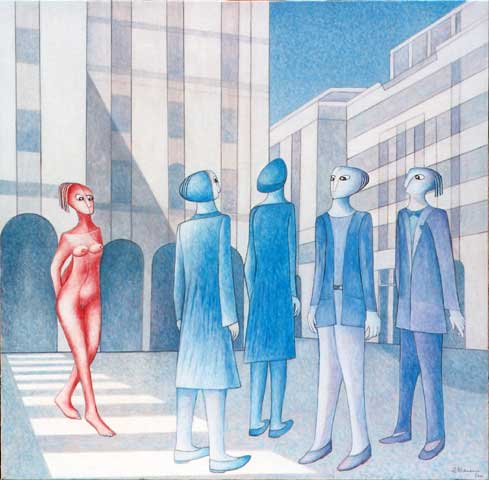
Ultima Indifferenza, acrilico su tela,.

Antonio Mancini nasce a Manoppello (Pescara), in una famiglia contadina ed è il primo di tre figli. Nel 1960 si trasferisce prima in Venezuela e poi in Svizzera per ragioni di lavoro, nel 1963 torna in Italia e si stabilisce a Legnano dove tuttora vive; in quegli anni inizia la propria attività artistica. Nel 1973 partecipa ad un intervento di gruppo a Sesto San Giovanni, artisti nei quartieri, con l'installazione di un "tunnel labirinto" col quale, nel 1976, viene invitato alla Biennale di Venezia. Nel 1983, al "Premio Internazionale Porta dei Leoni" di Reggio Calabria, riceve il primo premio per la pittura. In questo periodo crescono i consensi nazionali e internazionali e molte delle sue opere risultano in collezioni pubbliche e private. Nel 1998 riceve l'incarico dal Comune di Legnano di realizzare la scultura in argento Il Peso per il Palio della città.
Nel 2005, l'editore Gabriele Mazzotta pubblica un volume intitolato Viaggio dentro la pittura di Antonio Mancini 1984-2004 a cura di Felice Monolo, con testimonianza di Armando Torno. Il libro è stato presentato al Museo d'Arte Moderna Vittoria Colonna di Pescara, in occasione della mostra personale del pittore.
Nel 2013 partecipa al 40º Premio Sulmona, invitato dal critico Giorgio Seveso. Nel 2020 viene dato alle stampe un volume antologico dal titolo "Antonio Mancini - Pittore di Pensiero", che ripercorre gli oltre 50 anni di carriera artistica del pittore.
È presente con una sua opera nella Collezione Sgarbi.

## La pittura
Dopo aver iniziato la propria ricerca artistica con una pittura di marca realista, il pittore elabora successivamente uno stile peculiare caratterizzato dalla presenza di figure ridotte all'essenza nella forma e nel colore.
Armando Torno, che firma il testo Alla ricerca di un'etica, definisce Mancini “un pittore di idee di vita vissuta, che nascono da denunce, dalla sofferenza di una civiltà invasa dalla comunicazione, […] dal tentativo di trovare un'etica tra le mille che la società propone”.